# Mókraia
Mókraia (en rus: Мокрая) és un poble de l'óblast de Sverdlovsk, a Rússia, segons el cens del 2010 tenia 68 habitants.